# 해블록 노스 원더러스 AFC
해블록 노스 원더레스 AFC(영어: Havelock North Wanderers Association Football Club)는 뉴질랜드 해블록 노스에 있는 축구 클럽이다. 이 클럽은 1947년에 헤이스팅스 원더레스로 결성되었으며 1968년 현재 이름으로 변경되었다.
구단은 센트럴 페더레이션 리그에서 1위로 리그를 마친 후 홈 앤 어웨이 플레이 오프에서 웰링턴 유나이티드를 6–6을 기록하며 원정 다득점 원칙으로 2022년 뉴질랜드 축구 센트럴 리그로 승격했다. 구단은 이전에 2017년과 2019년에 센트럴 페더레이션 리그에서 두 번 우승했지만, 두 번 모두 플레이오프에서 패하여 승격을 놓쳤다.
원더레스는 또한 남자들을 위한 뉴질랜드 최고의 녹아웃 토너먼트인 채텀 컵에도 정기적으로 출전하며, 1982년 및 2003년 컵에서 5에 오르며 구단의 대회 최고 기록을 세웠다.